# Maria Giulia Cocco
Maria Giulia Cocco (Domusnovas, 2 settembre 1916 – 13 gennaio 2013) è stata una politica e attivista italiana.

## Biografia
Nata nel 1916 a Domusnovas, Maria Cocco è la maggiore di cinque figli. Sua madre ha la licenza elementare, e suo padre, già mitragliere nella Prima Guerra mondiale, è amministratore e poi giudice locale. Sono gli anni del fascismo e a casa si respira lo spirito dell’Azione Cattolica: la giovane Maria passa buona parte del tempo organizzando corsi e gruppi regionali per questa associazione.
A 19 anni si iscrive alla facoltà di Lettere dell’Università di Cagliari, e siede in aule dove le donne sono ancora in ridottissima minoranza. Nel gennaio del 1941, a 25 anni, arriva a Roma per lavorare alla tesi di laurea. Farà ritorno nella capitale tre anni più tardi, nel 1944, un viaggio decisivo per il suo futuro in cui si rafforza il marcato interesse per la politica. Tra gli archivi romani la Cocco incontra Maria Federici, veterana della Dc e prima presidente dei Centri Italiani Femminili. Al suo rientro in Sardegna diventa rappresentante per l’Isola nel Consiglio nazionale del Cif.
Alla guida del Cif cagliaritano la Cocco organizza corsi di economia domestica rurale, di pedagogia ed educazione civica: al centro l’attenzione per il genere femminile e l’educazione, due temi che saranno una costante della sua vita.
Nel 1958 si candida ed è eletta deputata nelle file della DC, quando in Parlamento siedono appena 28 donne. Il suo obiettivo è anzitutto un miglioramento delle condizioni di donne e bambini sardi, i più colpiti dalla povertà e dall’isolamento in una terra geograficamente e metaforicamente ai margini del Paese. 
Nel lungo lavoro parlamentare si impegna per ottenere un miglioramento delle condizioni delle donne e dell’infanzia della sua regione e riforme del codice civile a favore delle donne. Il 5 agosto 1960 presenta un disegno per abolire la legge del 1919 sulla potestà maritale che viene approvato il 9 febbraio 1963: viene così riconosciuto alle donne il diritto di accedere a tutte le cariche, professioni e impieghi pubblici, compresa la Magistratura.
Maria Cocco resta in Parlamento sino al luglio del 1976, ricoprendo l'incarico di Sottosegretario alla Sanità durante il Governo Leone II, con Ministro Zelioli Lanzini. Muore all’età di 96 anni, il 16 gennaio 2013.